# Sylviocarcinus maldonadoensis
Sylviocarcinus maldonadoensis är en kräftdjursart som först beskrevs av Pretzmann 1978.  Sylviocarcinus maldonadoensis ingår i släktet Sylviocarcinus och familjen Trichodactylidae. IUCN kategoriserar arten globalt som livskraftig. Inga underarter finns listade i Catalogue of Life.